# Israels flygvapen
Israels flygvapen (hebreiska: חיל האוויר Cheil haAwir, engelska: Israeli Air Force, förkortat IAF) utnyttjar främst F-16-stridsplan och Apache-stridshelikoptrar har även tankplan som Boeing 707 för längre uppdrag. Flygvapnet har dessutom tillgång till obemannade flygplan, så kallade UAV som tillverkas lokalt.

## Flygvapnet under1948 års arabisk-israeliska krig

### De första stridsflygplanen
Föregångare till det israeliska flygvapnet var Palestine Flying Service som grundades av Irgun 1937, och Sherut Avir, Haganahs flyg. Det israeliska flygvapnet bildades den 28 maj 1948, kort efter att Israel utropat sig till stat och befann sig under attack. Styrkan bestod av en samling beslagtagna eller donerade civila flygplan som hade byggts om för militär användning. En mängd föråldrade och överflödiga stridsflygplan från andra världskriget togs snabbt fram på olika sätt för att komplettera denna flotta. Ryggraden för Israels flygvapen var 25 Avia S-199 (köpta från Tjeckoslovakien, huvudsakligen tjeckoslovakiskt byggda Messerschmitt Bf 109) och 60 Supermarine Spitfire LF Mk IXE, varav den första, "Israel 1", var lokalt monterad av reservdelar och en räddad motor från en av det egyptiska flygvapnets Spitfire.  Det som utöver detta behövdes till flygplanet hade köpts från Tjeckoslovakien.

### De första stridshandlingarna
Den 29 maj 1948 gick Israels nybildade flygvapen till attack, och hjälpte därmed till i ansträngningarna att stoppa den egyptiska framryckningen från Gaza norrut. Fyra nyanlända Avia S-199, som flögs av Lou Lenart, Modi Alon, Ezer Weizman och Eddie Cohen, slog till mot egyptiska styrkor nära Ashdod. Även om skadorna på fienden var minimala, gick två flygplan förlorade och Cohen dödades. I alla fall uppnådde Israel sitt mål: att stoppa egyptierna.

### Luftstrider
Sedan omonterade plan beskjutits på marken den 30 maj på Ekrons flygfält flyttades jaktplanen till en provisorisk landremsa runt den nuvarande Herzliya Airport. Flygfältet användes därför att det låg en bit tillbaka från frontlinjerna och var hemligt, eftersom det var en specialbyggd landremsa. Den byggdes, sedan fientligheterna hade börjat, mellan apelsinodlingarna runt Herzliya, och visades inte på publicerade kartor. Det israeliska flygvapnet fick sina första segrar den 3 juni när Modi Alon, som flög det tjeckiska Avia D.112, sköt ner två egyptiska DC-3:or som precis hade bombat Tel Aviv. Den första luftstriden mot fienden ägde rum några dagar senare, den 8 juni, när Gideon Lichtaman sköt ner en egyptisk Supermarine Spitfire. Under dessa inledande operationer hade skvadronen ett fåtal plan, medan deras arabiska motståndare hade fullständigt luftherravälde. De israeliska stridsflygplanen parkerades utspridda mellan apelsinträden. Jaktplanen flyttades i oktober till Hatzor Airbase från Herzliyaremsan, på grund av dess olämplighet under regniga förhållanden och trolig förlust av hemlig status. Flyttade frontlinjer gjorde tidigare brittiska flygbaser säkra för användning och en förändring av balansen mellan de stridande till Israels fördel.

### Förändrad maktbalans
Allt eftersom kriget fortskred skaffade Israel fler och fler flygplan, inklusive Boeing B-17, Bristol Beaufighters, de Havilland Mosquitos och North American P-51 Mustang, vilket ledde till en förändring i maktbalansen.

## Flygvapenchefer
- Yisrael Amir (maj 1948 – juli 1948)
- Aharon Remez (juli 1948 – december 1950)
- Shlomo Shamir (december 1950 – augusti 1951)
- Haim Laskov (augusti 1951 – maj 1953)
- Dan Tolkovsky (maj 1953 – juli 1958)
- Ezer Weizman (juli 1958 – april 1966)
- Mordechai Hod (april 1966 – maj 1973)
- Binyamin Peled (maj 1973 – oktober 1977)
- David Ivri (oktober 1977 – december 1982)
- Amos Lapidot (december 1982 – september 1987)
- Avihu Ben-Nun (september 1987 – januari 1992)
- Herzl Bodinger (januari 1992 – juli 1996)
- Eitan Ben Eliyahu (juli 1996 – april 2000)
- Dan Halutz (april 2000 – april 2004)
- Elyezer Shkedy (april 2004 – maj 2008)
- Ido Nehoshtan (maj 2008 – maj 2012)
- Amir Eshel (maj 2012 – augusti 2017)
- Amikam Norkin (augusti 2017 – april 2021)
- Tomer Bar (april 2022 – )

## Bilder

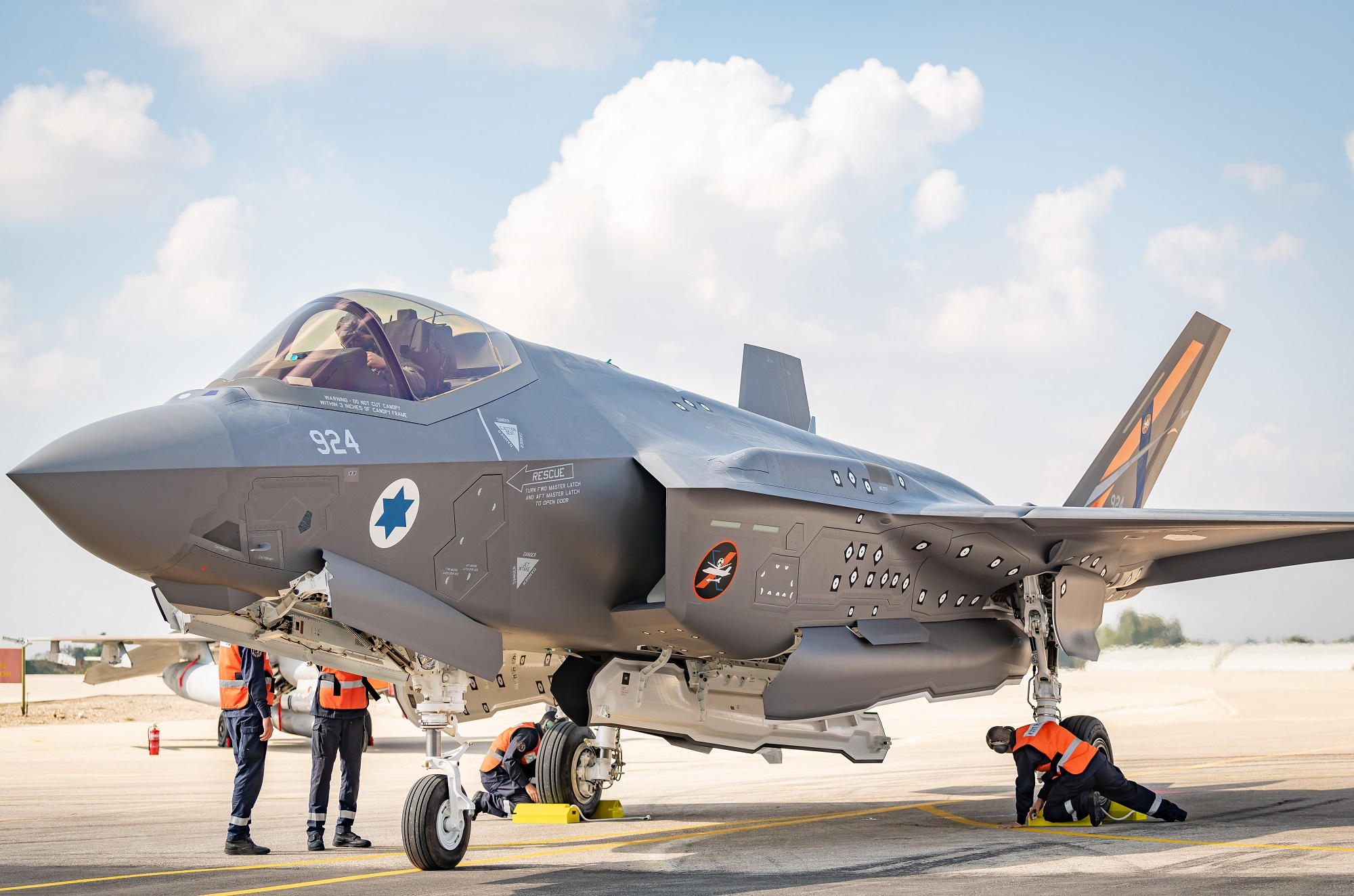
F-35I Adir’s
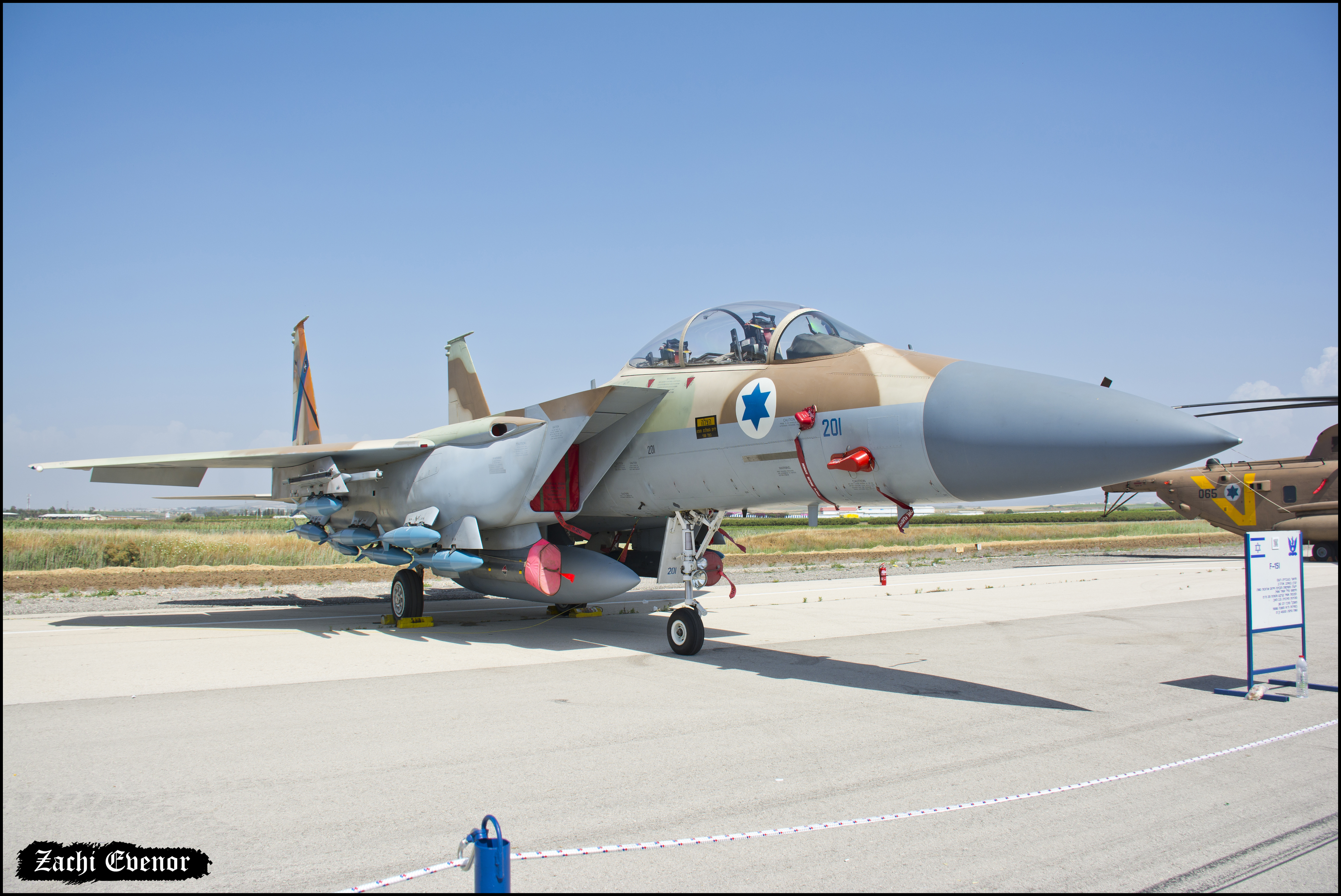
F-15I
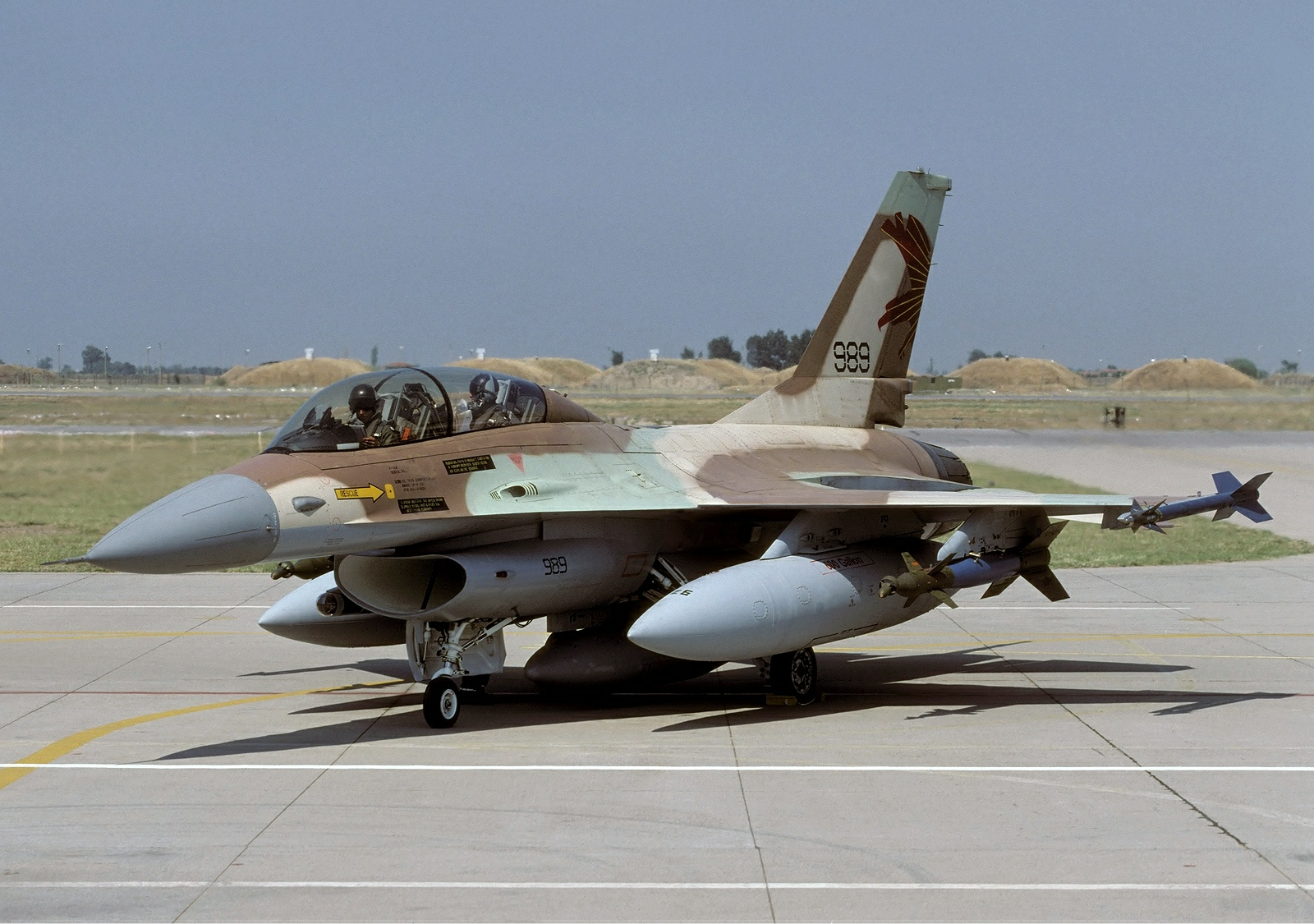
F-16B
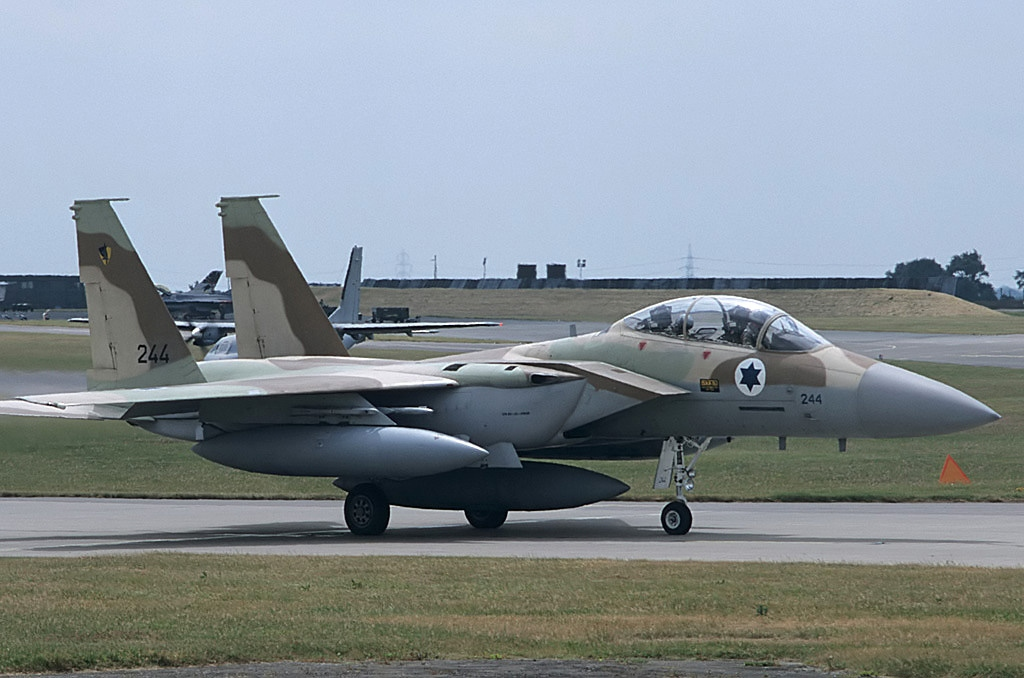
F-15I Ra'am
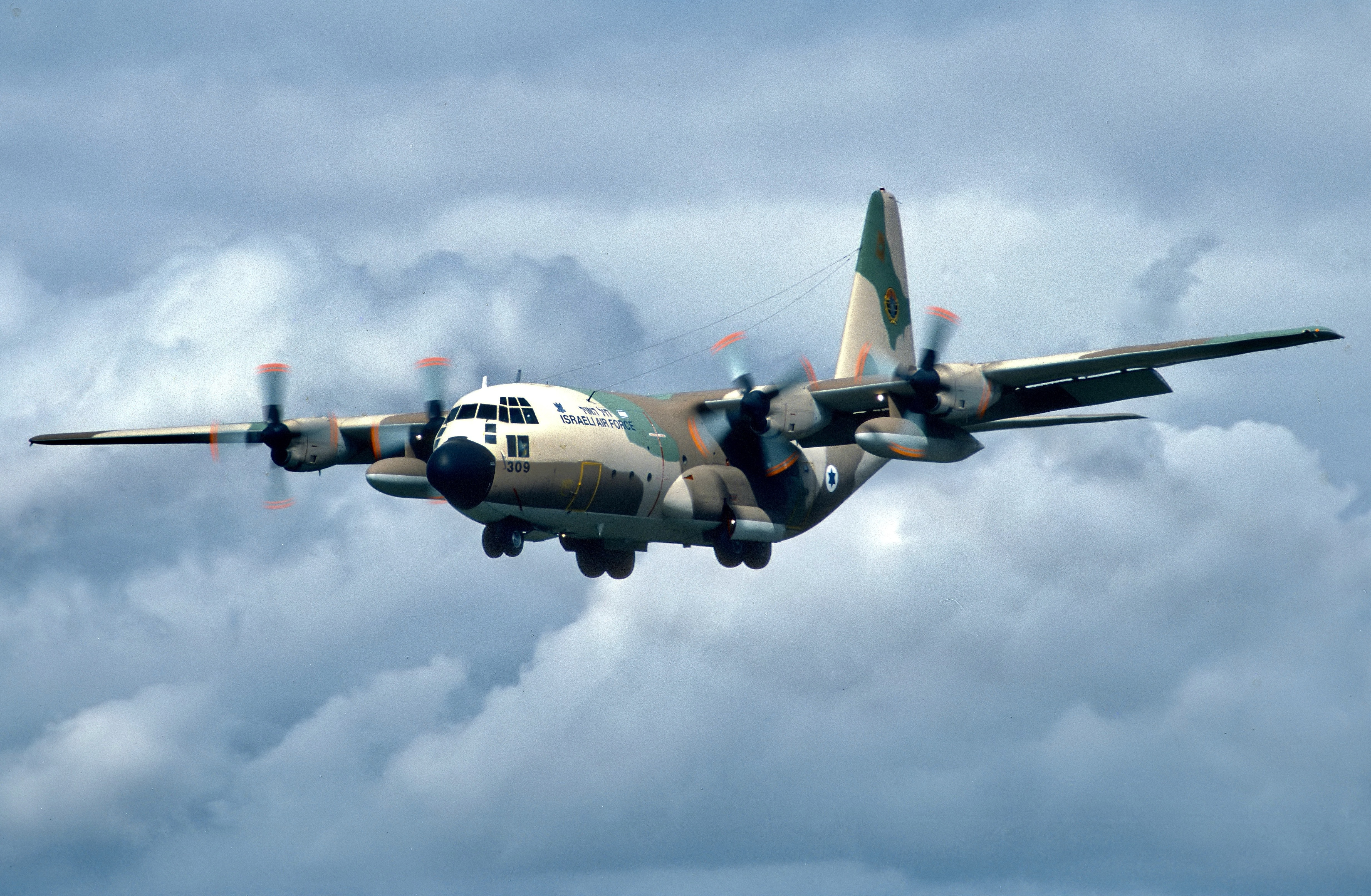
C-130E
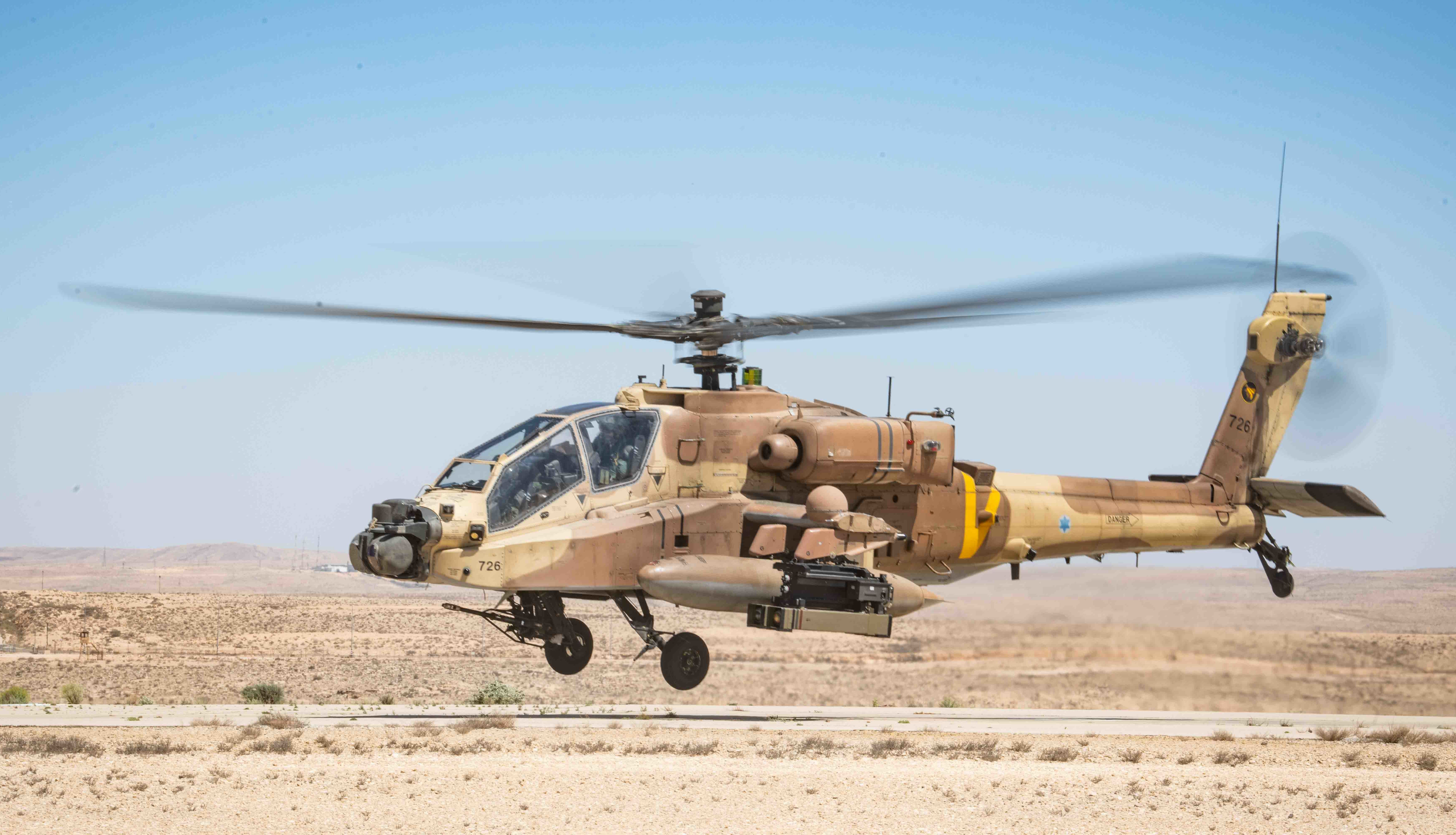
AH-64D
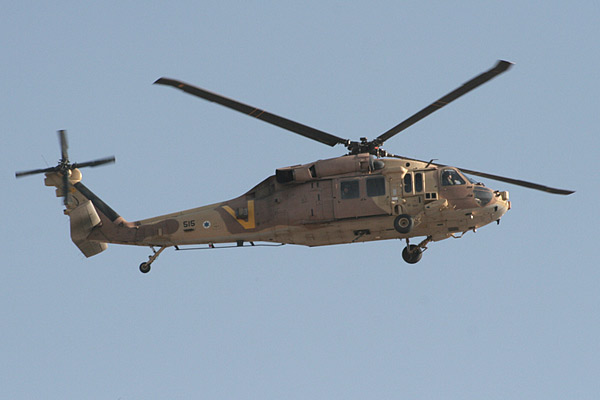
UH-60
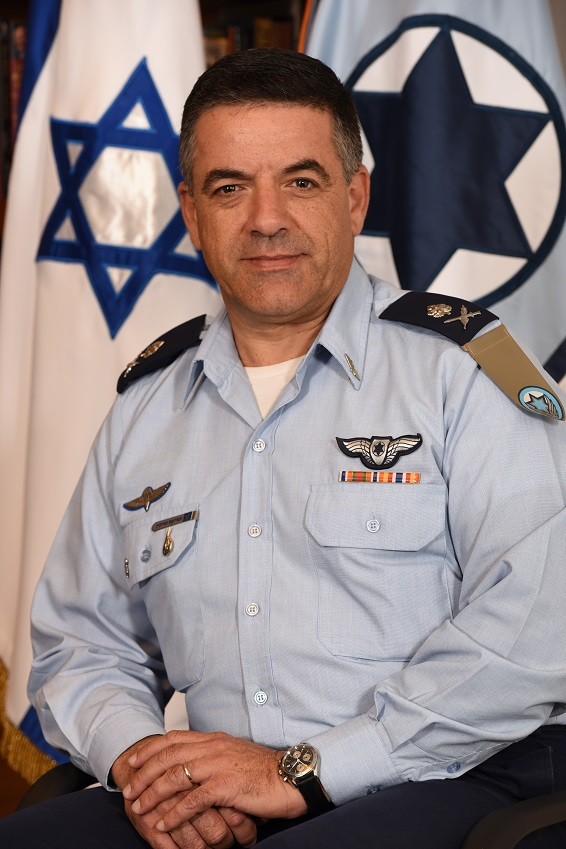
Amikam Norkin, den förutvarande flygvapenchefen.